# Jean Templin
Jean Templin, nato Janusz Templin (Baranowicz, 14 dicembre 1928 – Vandoeuvre, 23 novembre 1980), è stato un calciatore polacco naturalizzato francese, di ruolo attaccante. Realizzò la rete del 2-0 nella prima finale di Coppa dei Campioni/UEFA Champions League.